# 聖母子と聖ヨセフ、聖エリサベト、洗礼者聖ヨハネ
『聖母子と聖ヨセフ、聖エリサベト、洗礼者聖ヨハネ』（せいぼしとせいヨセフ、せいエリサベト、せんれいしゃせいヨハネ、伊:Sacra Famiglia con i santi Elisabetta e Giovanni Battista）は、カンヴァス上に接着テンペラで描かれ、金箔のハイライトが用いられた 62.9 cm x 51.3 cmの大きさの絵画である。イタリアのルネサンス期の巨匠、アンドレア・マンテーニャによって1490年頃に描かれた。現在はテキサス州フォートワースのキンベル美術館に所蔵されている。
マンテーニャは、幼子イエス・キリストを正面向きのコントラポストのポーズにしているが、それはマンテーニャがゴンザーガ家のコレクションで見たであろう若いディオニュソス (バッカス) などの古典的な彫刻モデルに基づいている。イエスは聖母マリアの膝の上でバランスよく立っており、ヨセフが左に、聖エリサベト（『勝利の聖母』の聖エリサベトと同じ）と聖エリサべトの息子、洗礼者聖ヨハネが右にいる。本作は、おそらく私的な祈祷での使用を目的としていた。

## 歴史
マンテーニャが作品にカンヴァスを使用したことと、『トリヴルツィオの聖母』との様式的類似性は、作品が画家の画業の後期に制作されたことを示している。作品は19世紀半ばにイタリアを離れ、1909年までにマルセイユの個人コレクションに入った。サザビーズは1986年6月21日にモナコで作品をオークションにかけ、ヨーロッパの個人コレクションに売却した。そして、1987年にニューヨーク市場で現在の所蔵元のキンベル美術館に購入された。